# Земля голубая, будто апельсин
«Земля́ голуба́я, бу́дто апельси́н» (укр. «Земля блакитна, ніби апельсин») — полнометражный документальный фильм 2020 года режиссёра Ирины Цилык. Получил награду за лучшую режиссуру на фестивале «Сандэнс» (США).

## Сюжет
В фильме рассказывается о семье, которая живёт в так называемой «красной зоне» Донбасса, где уже шестой год продолжаются военные действия. Обыденность для гражданских людей в прифронтовой зоне в корне изменилась. 36-летняя Анна сама воспитывает четверых детей. Обстрелы в Красногоровке, где живут герои ленты, не прекращаются. Но, несмотря на все трудности, эта семья является очень дружной и жизнерадостной. Мать и дети имеют увлечения, играют на музыкальных инструментах и снимают самостоятельно фильмы о своей жизни во время войны.

## Производство
Лента является полнометражным дебютом Ирины Цилык. Кинопроект фильма «Земля голубая, будто апельсин» (рабочее название — «Жёлтый автобус») стал одним из победителей десятого конкурсного отбора Госкино Украины, сумма государственной финансовой поддержки составила 2 728 200 гривен (48,3% общей стоимости производства фильма).
Название «Земля голубая, будто апельсин» — это цитата из стихотворения поэта-сюрреалиста Поля Элюара.
Съёмки фильма проходили в 2017—2019 годах в Красногоровке, Авдеевке, Курахово Донецкой области, а также в Киеве.
|  | На самом деле, наш фильм не о войне, она выступает здесь лишь фоном. Это фильм о взрослении. О балансировании между войной и миром. О самотерапии с помощью кино. И о многих других вещах, которые могут быть близкими и понятными разным людям в мире.Ирина Цилык |

## Награды
- В январе 2020 года лента первой из фильмов украинских режиссёров была представлена на американском фестивале независимого кино «Сандэнс»[2]. Ирина Цилык получила награду за лучшую режиссуру[6]. Также фильм был отобран в конкурсную программу «Generation» юбилейного 70-го Берлинского международного кинофестиваля[7].
- В мае 2020 года фильм был удостоен двух главных призов в национальном и основном конкурсах Международного фестиваля документального кино о правах человека «Docudays UA»[8].
- Также фильм был рекомендован к номинации Премии Европейской киноакадемии, документальная секция (2020).
- Гран-При кинофестиваля Millenium Docs Against Gravity, Польша (2020).
- Приз за лучшую операторскую работу кинофестиваля Millenium Docs Against Gravity, Польша (2020).
- Награда «Лучший Дебют» кинофестиваля Biografilm в Италии (2020).
- Награда «Лучший документальный фильм про права человека» кинофестиваля Dokufest в Косово (2020).
- Специальное упоминание международного конкурса кинофестиваля Underhill в Черногории (2020).
- Награда «Лучший документальный фильм» кинофестиваля Five Lakes Film Festival в Германии (2020).
- Награда «Spotlight Award» кинофестиваля Cinema Eye Honors (англ. Cinema Eye Honors) в США (2021)[9].